# الدوري البلغاري الممتاز 1993-94
الدوري البلغاري الممتاز 1993-94 (بالبلغارية: „А“ група 1993/94)‏ هو الموسم 70 من الدوري البلغاري الممتاز. أشرف على تنظيمه اتحاد بلغاريا لكرة القدم، وكان عدد الأندية المشاركة فيه 16، وفاز فيه ليفسكي صوفيا.